# ماري هارت
ماري هارت (بالإنجليزية: Mary Hart)‏ هي صحفية وممثلة أمريكية، ولدت في 8 نوفمبر 1950 في الولايات المتحدة.

## أعمال

### مسلسلات
- جاغ

## وصلات خارجية
- ماري هارت على موقع IMDb (الإنجليزية)
- ماري هارت على موقع ألو سيني (الفرنسية)
- ماري هارت على موقع ميوزك برينز (الإنجليزية)
- ماري هارت على موقع أول موفي (الإنجليزية)
- ماري هارت على موقع قاعدة بيانات الأفلام السويدية (السويدية)
- ماري هارت على موقع إن إن دي بي (الإنجليزية)
- ماري هارت على موقع قاعدة بيانات الفيلم (الإنجليزية)
- ماري هارت على موقع كينوبويسك (الروسية)